# Freytag (Familienname)
Freytag ist ein Familienname.

## Varianten
- Freitag (Familienname)
- Frydag

## Namensträger

### A
- Adam Freytag (1608–1650), Arzt und Ingenieur, siehe Adam Freitag
- Albert Freytag (1851–1927), deutsch-schweizerischer Maler und Zeichner
- Alexander Freytag von Loringhoven (1849–1908), deutscher Jurist, Archivar und Schriftsteller
- Alexandre Freytag (1870–1947), Schweizer Begründer der Religionsgemeinschaft „Kirche des Reiches Gottes“
- Andreas Freytag (Politiker) (1818–1905), deutscher Jurist und Politiker
- Andreas Freytag (Wirtschaftswissenschaftler) (* 1962), deutscher Wirtschaftswissenschaftler und Hochschullehrer
- Anette Freytag (* 1971), österreichische Kunsthistorikerin
- Anne Freytag (* 1982), deutsche Schriftstellerin
- August Freytag (1823–1889), renommierter Juwelier und Mäzen in Elberfeld
- Axel von Freytagh-Loringhoven (1878–1942), deutscher Jurist, Reichstagsabgeordneter, Mitglied im ständigen Internationalen Schiedshof in Den Haag

### B
- Barbara von Ow-Freytag (* 1957), deutsche Journalistin und Politologin
- Bernd Freytag von Loringhoven (1914–2007), Generalleutnant der Bundeswehr
- Bernhard Freytag (1839–1901), deutscher Jurist
- Bettina von Freytag genannt Löringhoff (1943–2021), deutsche Klassische Archäologin
- Bianca Strauch-Freytag (* 1972), deutsche Grafikdesignerin
- Bruno von Freytag-Löringhoff (1912–1996), deutscher Philosoph und Logiker

### C
- Carl Freytag (Politiker) (1902–1964), österreichischer Politiker (ÖVP)
- Carl Freytag (Autor), deutscher Autor
- Carl Gottlob von Freytag-Loringhoven (1811–1882), kaiserlich russischer Geheimrat, Diplomat und Generalkonsul in Kopenhagen und Danzig
- Conrad Freytag (1846–1921), deutscher Bauunternehmer

### D
- Dieter Freytag (* 1955), deutscher Politiker

### E
- Elsa von Freytag-Loringhoven (1874–1927), deutsche Dada-Künstlerin
- Emil Otto Freytag (1835–1917), deutscher Anwalt, 1879 Mitbegründer des Fortbildungsvereins für Arbeiter
- Ernst Richard Freytag (1849–1931), deutscher Lehrer und Heimatforscher
- Erwin Freytag (1907–1987), deutscher Autor und Theologe

### F
- Friedrich Freytag (1853–1920), deutscher Ingenieur und Professor für Maschinenbau
- Fritz Freytag (1908–nach 1968), deutscher Ingenieur und Flugzeugkonstrukteur

### G
- Gabriele Freytag (* 1967), deutsche Beachvolleyballspielerin
- Georg Freytag (Verlagsbuchhändler) (1853–1932), deutsch-österreichischer Buchhändler und Verleger
- Georg Freytag (Maler) (1897–1967), deutscher Maler und Lokalhistoriker
- Georg Wilhelm Freytag (1788–1861), deutscher Orientalist
- Günther E. Freytag (1918–1989), deutscher Zoologe
- Gustav Freytag (1816–1895), deutscher Schriftsteller und Journalist, nationalliberaler Reichstagsabgeordneter
- Gustav Freytag (Kartograf) (1852–1938), deutsch-österreichischer Lithograf, Kartograf und Verleger

### H
- Hans Freytag (Diplomat) (1869–1954), deutscher Diplomat
- Hans Freytag (Politiker) (1913–1982), deutscher Politiker (SPD)
- Hans-Jürgen Freytag, deutscher Zeichner und Science-Fiction-Autor (Pseudonym: H. J. Frey)
- Hans Ludwig Freytag (1934–1993), deutscher Politiker (FDP, CDU), Wirtschaftswissenschaftler und Hochschullehrer
- Hartmut Freytag (* 1941), Professor am Institut für Germanistik I der Universität Hamburg
- Heinrich Freytag (Maler) (1876–1951), deutscher Maler und Grafiker
- Heinrich Freytag (Fotograf) (1904–1989), deutscher Fotograf, Fachbuchautor, Professor in Weimar und Stuttgart
- Heinrich Hermann Freytag (1759–1811), Orgelbauer
- Herman Eberhard Freytag (1796–1869), niederländischer Orgelbauer
- Hermann Freytag (Historiker) (1869–1921), westpreußischer Historiker
- Hermann Freytag (1900–1962), 1937–1945 Oberbürgermeister von Duisburg (NSDAP)
- Holk Freytag (* 1943), deutscher Theaterintendant und Regisseur
- Horst Freytag (1906–nach 1942), deutscher SA- und SS-Angehöriger, Leiter der Gestapo in Braunschweig und Königsberg
- Hugo von Freytag-Loringhoven (1855–1924), preußischer General und Militärschriftsteller

### I
- Ina Freytag, Geburtsname von Ina Albowitz (* 1943), deutsche Politikerin (FDP), MdB
- Iring Freytag (* 1981), deutscher Animator und Filmregisseur

### J
- Johann Freytag von Loringhoven (um 1430–1494), Landmeister des Deutschen Ordens in Livland, siehe Johann Freitag von Loringhoven
- Johann Albert Freytag (1880–1945), Schweizer Architekt
- Johann-Christoph Freytag (* 1954), deutscher Informatiker
- Johann Heinrich Freytag (1760–1840), deutscher Jurist und Bürgermeister von Frankfurt (Oder)
- Julius Freytag (1835–1926), deutscher evangelischer Geistlicher

### K
- Karl Freytag (1831–1908), deutscher Zootechniker und Agrarwissenschaftler
- Karl Freytag (Lehrer) (1866–1945), deutscher Lehrer, Schulleiter, Kunsterzieher, Künstler und Organisator kultur- und volkswirtschaftlicher Verbände

### L
- Ludwig Freytag (Lehrer) (1842–1916), deutscher Pädagoge und Germanist
- Ludwig Freytag (Komponist) (1864–1928), Zitherspieler und Komponist

### M
- Martina Freytag (* 1969), deutsche Jazz-Sängerin, Chorleiterin, Komponistin, Arrangeurin, Autorin und Workshopleiterin
- Mathilde Freiin von Freytag-Loringhoven (1860–1941), deutsche Künstlerin
- Michael Freytag (* 1958), deutscher Politiker (CDU), Finanzsenator der Freien und Hansestadt Hamburg

### N
- Nicole Freytag (* 1980), deutsche Schlagersängerin

### O
- Oskar Freytag (* vor 1950),  deutscher Tischtennisspieler
- Otto Freytag (Politiker) (1835–1917), deutscher Rechtsanwalt und Politiker (SPD)
- Otto Freytag (Maler) (1888–1980), deutscher Maler

### P
- Paul Freytag (1873–1954), deutscher Maler und Zeichner
- Paul Freytag (Journalist) (1886–nach 1965), deutscher Journalist und Redakteur
- Peter Freytag (* 1969), deutscher Psychologe
- Philipp Freytag (Pseudonym Philipp Tagfrey; 1840–1905), deutscher Jurist, Richter und Essayist

### R
- Richard Freytag (1820–1894), deutscher Maler
- Robert Friedrich Freytag (1802–1851), deutsch-baltischer Generalleutnant
- Robert Peter Freytag (1916–2010), österreichischer Schauspieler und Regisseur, siehe Robert Freitag
- Ronald Freytag (* 1959), deutscher Psychologe
- Rudolf Freytag (1879–1959), deutscher Archivar, Bibliothekar und Historiker

### S
- Sebastian Freytag (* 1978), deutscher Künstler
- Siegfried Freytag (1919–2003), deutscher Jagdflieger
- Susanne Freytag (* 1957), deutsche Sängerin

### T
- Tatjana Freytag von Loringhoven (* 1980), österreichische Springreiterin
- Theodor Freytag (1865–1933), deutscher Ingenieur und Ministerialdirektor
- Theophil Freytag († 1537), deutscher Gelehrter und Rektor, siehe Theophilus Hermelates
- Thomas Freytag (* um 1960), deutscher Informatiker und Hochschullehrer
- Tim Freytag (* 1969), deutscher Humangeograph

### V
- Verena Freytag (Tanzpädagogin) (* 1966), deutsche Tanzpädagogin und Hochschullehrerin für Ästhetische Bildung und Bewegungserziehung
- Verena S. Freytag (* 1973), deutsche Filmregisseurin und -autorin

### W
- Walter Freytag (General) (1892–1982), deutscher General
- Walter Freytag (Theologe) (1899–1959), deutscher evangelischer Theologe
- Werner Freytag (1908–1991), deutscher Arzt, Anthropologe und Buchautor
- Wessel Freytag von Loringhoven (1899–1944), deutscher Offizier und Widerstandskämpfer
- Wiebke Freytag (* 1939), deutsche Germanistin und Literaturwissenschaftlerin
- Wilhelm von Freytag (1720–1798), Dragonermajor bei Minden 1759, hannoverscher Feldmarschall
- Wilhelm Freytag (1873–nach 1908), deutscher Philosoph
- Wilhelm Anton Freytag (1801–1879), deutscher Lehrer und Autor
- Willy Freytag (1873–1944), deutscher Philosoph
- Wolfgang Freytag (1893–1979), deutscher Generalmajor